# Grigori Jakowlewitsch Perelman

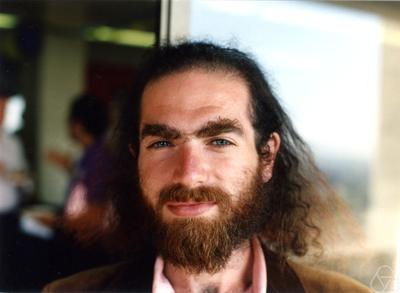
Grigori Perelman (1993)

Grigori Jakowlewitsch Perelman (russisch Григорий Яковлевич Перельман, wissenschaftliche Transliteration Grigorij Jakovlevič Perel’man; * 13. Juni 1966 in Leningrad, Sowjetunion) ist ein russischer Mathematiker und Experte auf den mathematischen Teilgebieten der Topologie und Differentialgeometrie, insbesondere auf dem Gebiet des Ricci-Flusses.
2002 veröffentlichte er seinen Beweis der Poincaré-Vermutung. Diese zählt zu den sieben bedeutendsten ungelösten mathematischen Problemen, den Millennium-Problemen, deren Lösung als besonders wichtig in der Mathematik betrachtet wird. Perelman löste bislang als einziger ein Millennium-Problem. 2006 sollte er die Fields-Medaille für seinen Beweis erhalten, die er jedoch ablehnte. Am 18. März 2010 wurde ihm auch der Millennium-Preis des Clay-Instituts zugesprochen, den er ebenfalls ablehnte.

## Leben
Perelmans Familie ist jüdischer Herkunft, sein Vater war Elektroingenieur, seine Mutter Mathematiklehrerin. Seine mathematische Ausbildung begann im Herbst 1976 am mathematischen Club im Leningrader Pionierpalast. Mit vierzehn Jahren besuchte er die Mathematische Fachschule Nummer 239 in Leningrad. 1982 gewann er als Schüler eine Goldmedaille bei der Internationalen Mathematik-Olympiade (mit perfekter Punktzahl) und wurde deshalb ohne Aufnahmeprüfung zum Studium zugelassen. So war er nicht betroffen von der latenten Benachteiligung jüdischer Studienkandidaten bei der Benotung der Aufnahmetests, die es auch noch Ende der Breschnew-Zeit und während der Andropow-Zeit gab. Nach dem Studium war er am Steklow-Institut für Mathematik in Leningrad bei Juri Dmitrijewitsch Burago tätig. Perelman wurde um 1990 an der Fakultät für Mathematik und Mechanik an der Leningrader Universität über Sattelflächen in Euklidischen Räumen promoviert. Sein Doktorvater war Burago; da dieser aber Schwierigkeiten aufgrund der jüdischen Herkunft von Perelman vorhersah – in den 1970er und 1980er Jahren bestanden bei der Zulassung zur Promotion insbesondere am Steklow-Institut deswegen noch Vorbehalte – schob man das Akademiemitglied Alexander Danilowitsch Alexandrow als offiziellen Betreuer vor.
Als Post-Doktorand wurde Perelman von Michail Gromow vom Institut des Hautes Études Scientifiques gefördert und dorthin eingeladen. 1992 war er in den USA an der State University of New York at Stony Brook und am Courant Institute of Mathematical Sciences of New York University bei Jeff Cheeger. 1993/94 war er als Miller Research Fellow an der University of California, Berkeley und ging dann trotz Angeboten der Princeton University und Stanford University 1995 ans Steklow-Institut in St. Petersburg zurück. Laut Ludwig Faddejew ließ man ihn, da man seine Fähigkeiten kannte, dort weitgehend ungestört arbeiten, obwohl er kaum publizierte und sich weigerte, seine Habilitation (in Russland Doktor der Wissenschaften genannt) zu verteidigen. Er hatte als einziger führender Wissenschaftler am Institut nur einen Kandidatenstatus. 
Bis zum Herbst 2002 war Perelman hauptsächlich für seine Arbeit in Differentialgeometrie bekannt. Allerdings hatte er sich mit seinem früheren Chef Burago überworfen und sich der Abteilung von Olga Ladyschenskaja und ihrem Nachfolger Seregin angeschlossen. 2005 kam es zu einem Konflikt mit der Verwaltung des Steklow-Instituts, der sich darüber entspann, dass nicht ausgegebene Forschungsgelder an die Mitarbeiter ausgezahlt wurden, womit Perelman nicht einverstanden war. Im Dezember 2005 verließ er das Steklow-Institut, wobei er dem Direktor Sergei Kisljakow mitteilte, dass er von der Mathematik enttäuscht sei und etwas anderes ausprobieren wolle.
Den EMS-Preis der Europäischen Mathematischen Gesellschaft, den er 1996 zugesprochen bekam, lehnte er ab, ebenso wie die Fields-Medaille der Internationalen Mathematischen Union, die er 2006 erhalten sollte. Auch das Preisgeld von einer Million Dollar des Clay Mathematics Institute, das ihm 2010 zugesprochen wurde, lehnte er ab.
Nachdem Perelman eine Zeit lang in der Datscha eines Freundes völlig isoliert forschte, wohnt er nun wieder am Stadtrand von St. Petersburg bei seiner Mutter. Seit er seine Stellung beim Steklow-Institut 2005 gekündigt hat, ist Perelman ohne feste Anstellung. 2011 wurde er von Faddejew mit Unterstützung des Steklow-Instituts für die Aufnahme in die Russische Akademie der Wissenschaften vorgeschlagen.
Perelman spielt Geige und Tischtennis. Seine jüngere Schwester Elena Perelman ist ebenfalls Mathematikerin.
2007 wurde der Asteroid (50033) Perelman nach ihm benannt.

## Werk
Perelman machte schon vor seiner Arbeit über die Poincaré-Vermutung durch Arbeiten in der Differentialgeometrie auf sich aufmerksam. Diese Arbeiten brachten ihm auch den Preis für junge Mathematiker der Europäischen Mathematischen Gesellschaft (EMS-Preis) 1996 ein.
Perelman entwickelte die Theorie der Alexandrow-Räume (mit nach unten beschränkter Krümmung) inklusive einer Strukturtheorie und eines Stabilitätssatzes. Alexandrow-Räume sind nach seinem Lehrer A. D. Alexandrow benannt und sind flexibler als Riemannsche Mannigfaltigkeiten. Mit seinem Lehrer Burago und Michail Leonidowitsch Gromow veröffentlichte er einen Übersichtsartikel über diese Räume.
1994 veröffentlichte er einen neuen kurzen und eleganten Beweis des Seelensatzes (engl.: Soul Theorem), der zuerst von Jeff Cheeger und Detlef Gromoll 1972 bewiesen worden war. 1994 war er Referent beim Internationalen Mathematikerkongress (ICM) in Zürich (Spaces with curvature bounded below).
Die Poincaré-Vermutung und Fields-Medaille
Im November 2002 veröffentlichte Perelman auf dem Dokumentenserver für Vorabdrucke arXiv den ersten Artikel zu einer Reihe, die beabsichtigte, die Geometrisierungsvermutung von William Thurston zu beweisen. In diesem Beweis ist die Poincaré-Vermutung als Spezialfall enthalten. Perelman verschickte den Beweis außerdem in E-Mails an bekannte Mathematiker. Er hatte schon in seiner Zeit in den USA von der Möglichkeit erfahren, die Geometrisierungsvermutung und die Poincaré-Vermutung über die Theorie der Ricci-Flüsse von Richard S. Hamilton vom Anfang der 1980er Jahre zu beweisen. Hamilton selbst arbeitete daran und hatte in den USA Kontakt zu Perelman. Perelman arbeitete nach seiner Rückkehr nach Russland sieben Jahre in relativer Isolation an dem Beweis und bot nach eigenen Worten während dieser Zeit auch Hamilton eine Kooperation an, was dieser aber nicht beantwortete. Im April 2003 hielt Perelman in Princeton, Stony Brook und an der Columbia University (wo Hamilton unter den Zuhörern war) Vorträge über seine Arbeit. Danach überließ er es anderen, die Richtigkeit zu überprüfen, und beteiligte sich nicht weiter daran.
Die Arbeit Perelmans wurde lange Zeit (2003–2006) von der mathematischen Fachwelt überprüft. Inzwischen haben drei Teams von Experten den Beweis geprüft (Tian Gang und John Morgan, Cao Huaidong und Zhu Xiping, Bruce Kleiner und John Lott) und sich nach intensiver Auseinandersetzung mit dem Beweis positiv zu dessen Korrektheit geäußert. Auch Richard Hamilton überprüfte die Korrektheit unabhängig davon zusammen mit Tom Ilmanen und Gerhard Huisken. Der Beweis von Perelman enthielt zwar ein paar Ungenauigkeiten und kleine Fehler, die sich aber im Rahmen der Überprüfung des Beweises beheben ließen und keine wesentlichen Probleme darstellten.
Perelman erhielt für den Beweis 2006 die Fields-Medaille, was allgemein viel mehr gilt als nur die offizielle Anerkennung des Beweises: Die Medaille kommt in der Mathematik in der Bewertung einem Nobelpreis gleich. Perelman lehnte die Medaille ab, wie bereits den EMS-Preis. Er war damit der erste Preisträger der höchsten Mathematikauszeichnung, der den Empfang ablehnte. Vergleichbares ereignete sich bislang nur mit Alexander Grothendieck, dem 1966 die Fields-Medaille zugesprochen worden war. Im Gegensatz zu Perelman akzeptierte Grothendieck die Auszeichnung, wenngleich er aus politischen Gründen ablehnte, zu der offiziellen Verleihung nach Moskau zu reisen. Vor der Verleihung hatte im Sommer 2006 sogar der Präsident der Internationalen Mathematischen Union (IMU), der Brite John M. Ball, vergeblich in Sankt Petersburg versucht, Perelman zur Annahme des Preises zu überreden.
Bald nach seiner Ablehnung der Fields-Medaille gab er im Juni 2006 das erste Mal ein Interview, in dem er ausführlich auf die Vorgeschichte einging und sich darüber beklagte, andere Mathematiker würden fälschlicherweise Anteile am Beweis der Poincaré-Vermutung für sich reklamieren. Er meinte damit die erste vollständige Veröffentlichung des Beweises durch Cao und Zhu, zwei Protégés von Shing-Tung Yau, der darüber auf der Stringtheorie-Konferenz in Peking im Juni 2006 vortrug und dabei die Vorarbeiten von Richard Hamilton, mit dem Yau selbst langjährig über Ricci-Flüsse zusammenarbeitete, und die Unvollständigkeit von Perelmans Veröffentlichungen hervorhob. Die Veröffentlichung von Cao und Zhu erweckte außerdem in ihrem Titel einen ähnlichen Eindruck. Das Interview mit Perelman war Teil eines Artikels Manifold Destiny von Sylvia Nasar (Bestsellerautorin eines Buches über John Nash) und David Gruber im The New Yorker vom 28. August 2006. Darin kündigte Perelman gleichzeitig seinen Rückzug aus der Mathematik an. Yau sah sich später in dem Artikel ungerecht dargestellt und bestritt, Perelmans Priorität in Zweifel gezogen zu haben, wobei er von Hamilton unterstützt wurde.
Bereits im Jahr 2000 hatte das Clay Mathematics Institute die Poincaré-Vermutung unter die sieben bedeutendsten ungelösten mathematischen Probleme gezählt und für die Lösung (unter der Bedingung ihrer Veröffentlichung in einer Fachzeitschrift) einen Preis von einer Million US-Dollar ausgelobt. Perelman, der seine Arbeit im Internet publizierte, zeigte bisher weder Interesse daran, seinen Beweis in einer Fachzeitschrift zu veröffentlichen, noch daran, den Preis für sich zu beanspruchen. Das Clay-Institut in Cambridge, Massachusetts, USA, das auch die Überprüfung des Beweises durch Tian und Morgan sowie ein weiteres Team finanzierte, sprach Perelman trotzdem nach eingehenden Prüfungen am 18. März 2010 das Preisgeld für die erste Lösung eines der sieben Millenniums-Probleme zu. Dieser lehnte die Auszeichnung jedoch erneut ab. Er begründete die Ablehnung mit seiner Unzufriedenheit mit der Organisation der mathematischen Gemeinschaft, da ihm deren Entscheidungen nicht gefallen. Er halte sie für ungerecht.

## Schriften
- mit Y. Burago, M. Gromov: Alexandrov spaces with curvature bounded from below. In: Uspekhi Math. Nauka. Band 47, 1992, S. 3–51, bzw. Russian Mathematical Surveys, Band 47, 1992, Heft 2, S. 1–58
- mit Petrunin: Extremal subsets in Aleksandrov spaces and the generalized Liberman theorem, Algebra i Analiz, Band 5, 1993, S. 242–256
- Elements of Morse theory on Aleksandrov spaces, Algebra i Analiz, Band 5, 1993, S. 232–241
- Spaces with curvature bounded below, Proc. ICM, Zürich 1994
- Elements of Morse theory on Alexandrov spaces. In: St. Petersburg Mathematical Journal. Band 5, 1994, S. 205
- Proof of the soul conjecture of Cheeger and Gromoll. In: Journal Differential Geometry. Band 40, 1994, S. 209–212
- The entropy formula for the Ricci flow and its geometric applications, Arxiv 2002
- Ricci flow with surgery on three-manifolds, Arxiv 2003
- Finite extinction time for the solutions to the Ricci flow on certain three-manifolds, Arxiv 2003[26]